# La radiolina
La radiolina è il quinto album da solista (il quarto in studio) di Manu Chao, pubblicato nel 2007. Rainin in Paradize è stato il primo singolo estratto. Il video di questo singolo è stato diretto dal regista serbo Emir Kusturica. Esiste anche un video della canzone Me llaman calle, che ha come protagonista lo stesso Manu Chao, mentre suona dal vivo in un locale.

## Tracce
1. 13 días
2. Tristeza maleza
3. Politik Kills
4. Rainin in Paradize (Scheps version)
5. Besoin de la Lune
6. El Kitapena
7. Me llaman calle
8. A cosa
9. The Bleedin Clown (Scheps version)
10. Mundorévès
11. El hoyo
12. La vida tómbola
13. Mala fama
14. Panik Panik
15. Otro mundo
16. Piccola radiolina
17. Y ahora que?
18. Mama Cuchara
19. Siberia
20. Soñe otro mundo
21. Amalucada vida

## Classifiche
| Paese             | Posizione più alta |
| ----------------- | ------------------ |
| Argentina         | 9                  |
| Austria           | 5                  |
| Belgio (Fiandre)  | 1                  |
| Belgio (Vallonia) | 2                  |
| Danimarca         | 20                 |
| Francia           | 2                  |
| Germania          | 5                  |
| Italia            | 2                  |
| Norvegia          | 7                  |
| Paesi Bassi       | 10                 |
| Portogallo        | 11                 |
| Spagna            | 1                  |
| Svezia            | 4                  |
| Svizzera          | 1                  |